# Gudröd el Viejo
Gudröd el Viejo (n. 595, nórdico antiguo: Guðrǫðr inn gamli) fue un legendario caudillo vikingo, rey de Solør, Noruega que se menciona en textos antiguos y sagas nórdicas Hversu Noregr byggdist y Þorsteins saga Víkingssonar. Era hijo o nieto del rey Sölvi el Viejo (Sǫlvi) el primer monarca que tuvo Solør (Sóleyjar). Hizo alianza con Raum el Viejo de Raumerike, casando a su hija Hild com Raum que era hijo primogénito de Nór (quien dio nombre al reino de Noruega, y sucedió a su padre como monarca). Las sucesivas generaciones y alianzas de los sucesores y la unión del linaje de Halfdan el Viejo convergen en la figura de Harald de los Cabellos Hermosos que argumentó tales vínculos para reclamar el trono sobre la mayoría de reinos vikingos de Noruega, consiguiendo por primera vez unificar Noruega bajo una sola corona.